# توماس فارينر
توماس فارينر خبازًا إنكليزي من لندن عاش في القرن السابع عشر. كان حريق مخبزه في بودنغ لين
السبب الرئيسي في حريق لندن الكبير في 2 سبتمبر 1666.

أتهم توماس فارينر الساعاتي الفرنسي روبرت هوبير بإشعال النار وصدر قرار ضده واعدم في لندن.
توفي فارينر في 20 ديسمبر 1670.